# Флаг Соль-Илецка
Флаг Соль-Иле́цка — официальный символ муниципального образования город Соль-Илецк Соль-Илецкого муниципального района Оренбургской области Российской Федерации.
Ныне действующий флаг утверждён 2 апреля 2008 года.
Флаг составлен на основании герба Соль-Илецка, по правилам и соответствующим традициям геральдики, и отражает исторические, культурные, социально-экономические, национальные и иные местные традиции.

## Описание
Первый флаг города был утверждён 26 декабря 2007 года решением Совета депутатов муниципального образования городское поселение город Соль-Илецк № 209, описание флага гласило:

«Прямоугольное полотнище с соотношением сторон 2:3, состоящее из красной и синей горизонтальных полос. Ширина красной полосы в три раза больше ширины синей. На красной полосе у древка воспроизведены фигуры из герба муниципального образования городское поселение город Соль-Илецк: белая крепостная башня с открытыми воротами, в проеме которых жёлтая змея с лазоревыми глазами, обвившаяся вокруг жёлтой чаши с солью. Вдоль границы красной и синей полос изображены девять соприкасающихся белых ромбов».

2 апреля 2008 года, решением Совета депутатов муниципального образования городское поселение город Соль-Илецк № 236, были внесены изменения в рисунок и описание флага:

«Прямоугольное полотнище с отношением ширины к длине 2:3, воспроизводящее композицию герба города Соль-Илецк в красном, синем, белом и жёлтом цветах».

## Обоснование символики
В XVIII веке на месте нынешнего Соль-Илецка была основана крепость Илецкая Защита. Функцию защиты границы государства символизирует белая башня с зубцами, заимствованная из герба Соль-Илецка, утверждённого исполнительным комитетом городского Совета народных депутатов 23 апреля 1974 года.
Чаша и змея традиционно считаются атрибутами древнегреческой богини здоровья Гигиеи, дочери легендарного прародителя медицины Асклепия. На флаге Соль-Илецка чаша и змея символизируют лечебные свойства местных озёр, их значение для здравоохранения области, курортный потенциал города.
Красный цвет полотнища соответствует цвету флага Оренбургской области и символизирует принадлежность города к Оренбуржью.
Белые ромбы символизируют кристаллы соли и перекликаются с ромбами в неутверждённом проекте герба для города Илецка, составленном Б. Кёне в середине XIX века.
Синий цвет символизирует пресноводные реки Илек и Елшанку, а белые ромбы — насыщенную солью воду озера Развал.